# Neocomatella
Neocomatella is een geslacht van haarsterren uit de familie Comatulidae.

## Soorten
- Neocomatella alata (Pourtalès, 1878)
- Neocomatella europaea A.H. Clark, 1913
- Neocomatella pulchella (Pourtalès, 1878)